# Підлипненська сільська рада
Підли́пненська сільська́ ра́да — колишній орган місцевого самоврядування у складі Конотопської міської ради Сумської області.

## Загальні відомості
- Населення ради: 4 682 особи (станом на 2001 рік)

## Населені пункти
Сільській раді підпорядковані населені пункти:
- с. Підлипне
- с. Калинівка
- с. Лобківка

## Склад ради
Рада складається з 20 депутатів та голови.
- Голова ради: Бейгул Ігор Станіславович
- Секретар ради: Буцан Людмила Борисівна

### Керівний склад попередніх скликань
| ПІБ                           | Основні відомості                                                 | Дата обрання | Дата звільнення |
| ----------------------------- | ----------------------------------------------------------------- | ------------ | --------------- |
| Щербина Володимир Миколайович | Сільський голова, 1950 року народження, член Народної партії      | 26.03.2006   | 31.10.2010      |
| Бейгул Ігор Станіславович     | Сільський голова, 1974 року народження, освіта вища, безпартійний | 31.10.2010   |                 |

Примітка: таблиця складена за даними джерела